# Giacomo Antonio Corbellini
Giacomo Antonio Corbellini (1674 Lugano – 30. prosince 1742 Laffio) byl italský štukatér, specialista na scagliolu, sochař a kameník.

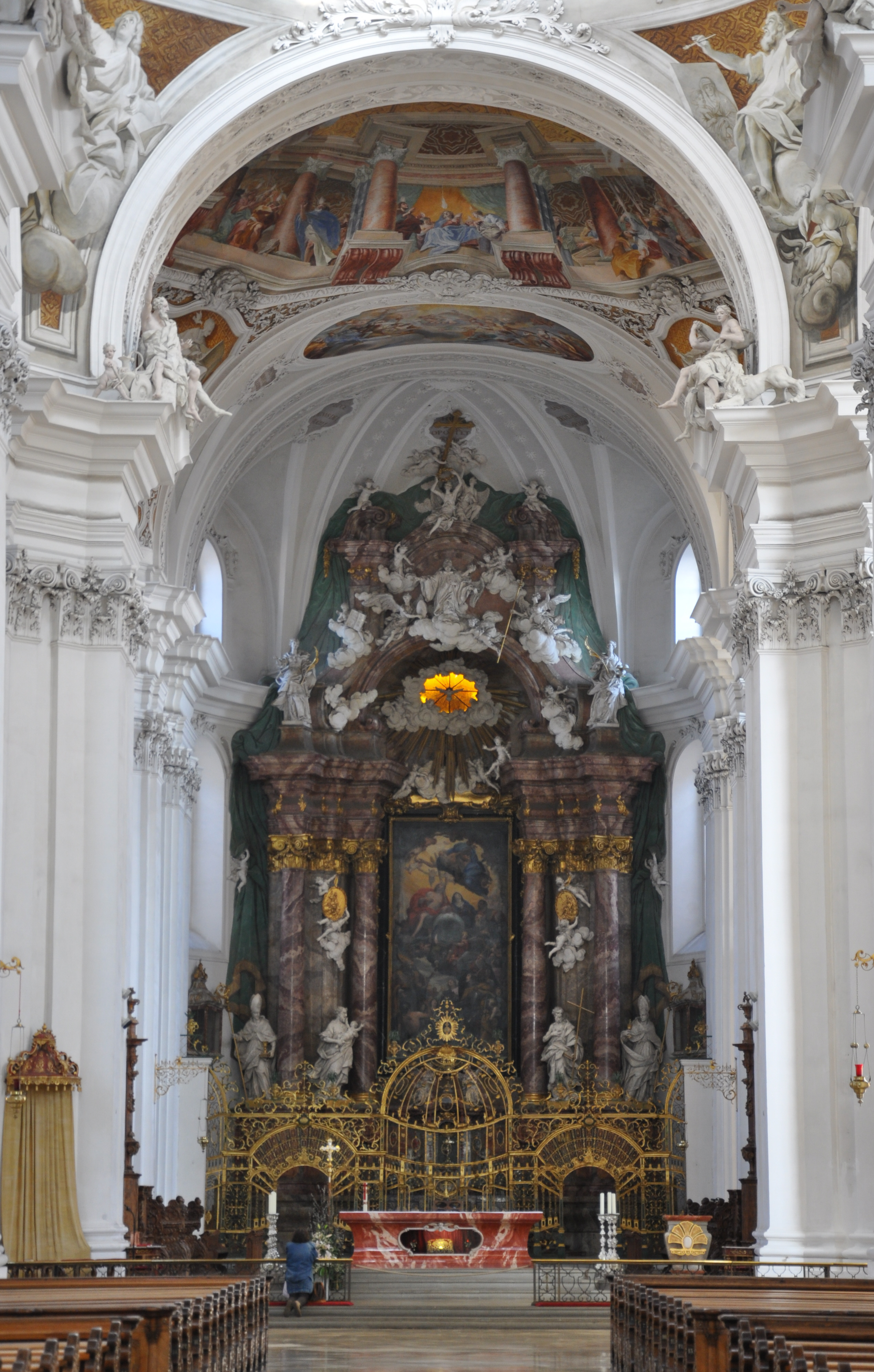
Hlavní oltář baziliky svatého Martina a Osvalda ve Weingartenu (Württemberg). Stavba oltáře a scagliola jsou dílem Giacoma Antonia Corbelliniho (1718)

## Život a práce
V letech 1698–1708 pracoval v Čechách pro šlechtickou rodinu Dietrichsteinů. Účastnil se výzdoby jejich budov: zámecké kaple a piaristické koleje v Mikulově, kostela Všech svatých i zámku v Libochovicích a mariánského kostela v Polné. Dále se připomíná jeho práce v Jihlavě a v Brně. V roce 1705 pracoval na opravách kostela sv. Mikuláše v Nepomyšli.
Po několika letech v Praze, kde však není jeho práce jmenovitě doložena, žil a pracoval 1713–1718 v Oseku. Zde vytvořil štukovou výzdobu oltářů a kleneb kostela, sochy na oltářích a dvě monumentální hrobky zakladatelů. V oseckém klášteře vyzdobil refektář a kapli svaté Kateřiny.
Jeho poslední prací v Čechách je výzdoba dvou bočních oltářů kostela v Libědicích u Kadaně. V květnu 1718 se přesídlil do Ludwigsburgu, kde již působil jeho švagr Donato Giuseppe Frisoni jako architekt. Zde pracoval se štukovým mramorem (italsky scagliola) v mramorovém sále a v kabinetu knížecího zámku. Pod vedením Frisoniho pracoval také na výzdobě baziliky svatých Martina a Osvalda ve Weingartenu.
V letech 1733–1742 žil v italském Laffiu, kde také zemřel.